# Vuelo 2100 de Bek Air
El vuelo 2100 de Bek Air fue un vuelo nacional de pasajeros desde Almatý hasta Nursultán (Kazajistán), a bordo de un Fokker 100 que se estrelló el 27 de diciembre de 2019 mientras despegaba del Aeropuerto Internacional de Almatý. Doce personas murieron y 65 resultaron gravemente heridas según los informes iniciales, uno de los sobrevivientes iniciales murió en el hospital con un total de quince muertes. El número de víctimas puede aumentar. El gobierno local ha comenzado las investigaciones y hay más actuaciones pendientes.

## Aeronave
El avión involucrado era un Fokker 100 construido en 1996 que voló con Formosa Airlines, Mandarin Airlines, Contact Air, OLT Express Germany, antes de unirse a la flota de Bek Air en 2013 como UP-F1007. El avión fue arrendado a Kam Air en septiembre de 2016 antes de ser devuelto. El avión también fue arrendado a Safi Airways en febrero de 2017, antes de ser devuelto a Bek Air, y finalmente arrendado a Air Djibouti en diciembre de 2018, antes de ser devuelto nuevamente. El avión permaneció en servicio con Bek Air hasta el día del accidente, que destruyó el avión.

## Accidente
El vuelo 2100 de Bek Air, un avión Fokker 100, se estrelló contra un edificio durante el despegue del aeropuerto de Almaty, Kazajistán. El avión despegó de la pista 05R y perdió altura poco después de despegar. Al tomar altura, la parte trasera del avión rozó dos veces con la pista de despegue. Giró a la derecha y golpeó una valla perimetral de concreto antes de impactar un edificio en un área residencial cerca de la pista. El avión se rompió. Al menos 15 personas murieron y hubo decenas de heridos.
Un sobreviviente, el empresario Aslán Nazarliév, que estaba a bordo del avión, declaró que había visto hielo en las alas. En una conversación telefónica, dijo: «Cuando despegamos, el avión comenzó a temblar muy fuerte y supe que iba a caer ... Todas las personas que pisaron el ala cayeron, porque había hielo. No puedo decir que [antes de despegar] las alas no fueron rociadas con anticongelante, pero el hecho es que había hielo». Según los informes, la temperatura en ese momento era de -12 °C. La visibilidad también se redujo.

## Consecuencias
El presidente de Kazajistán, Kasim-Yomart Tokaev, declaró al día siguiente, 28 de diciembre, un día nacional de luto. Las autoridades kazajas suspendieron la autorización de vuelo de Bek Air después del accidente.